# Jennifer Capriati
Jennifer Capriati, née le 29 mars 1976 à Long Island, est une joueuse de tennis américaine.
Professionnelle entre 1990 et 2004, elle a remporté quatorze titres WTA, dont quatre tournois majeurs, incluant trois titres du Grand Chelem : l'Open d'Australie 2001 et 2002, Roland-Garros en 2001 ; ainsi que la médaille d'or olympique en 1992 lors des JO de Barcelone.
Elle compte parmi les joueuses les plus précoces de l'histoire de son sport. Lors de sa toute première saison sur le circuit professionnelle, elle devient la plus jeune joueuse à accéder au top 10 mondial du WTA Tour, le 11 septembre 1990, à seulement quatorze ans et sept mois. Quelques mois plus tôt, elle devient la deuxième plus jeune joueuse à accéder à une demi-finale en Grand Chelem après Andrea Jaeger en 1980, lors des Internationaux de France.
C'est à partir de ses vingt-cinq ans, après des déboires personnels, qu'elle effectue en 2001 ce qui est perçu comme l'un des plus grands comebacks de l'histoire du tennis féminin,, remportant trois titres du Grand Chelem et devenant, cette même année, numéro un mondiale au classement WTA, un rang qu'elle occupera dix-sept semaines.
Joueuse puissante de fond de court, elle a fait partie des trois championnes, avec Monica Seles et Mary Pierce, qui ont inspiré dès le début des années 1990 les canons du jeu féminin moderne. Capriati a brillé dans tous les tournois majeurs, atteignant à deux reprises les demi-finales de Wimbledon en 1991 et 2001, de l'US Open en 1991, 2001, 2003 et 2004, ainsi que du Masters en 2002 et 2003.
En 1990 et 2000, elle conquiert la Fed Cup avec l'équipe des États-Unis.
Le 17 juillet 2012, Jennifer Capriati intègre le Temple de la renommée du tennis international.

## Carrière tennistique

### Les débuts
Jennifer Capriati est née à Long Island, à New York. Toute petite, son père Stefano, un ancien boxeur italo-américain, lui apprend à jouer au tennis. En 1986, ses parents déménagent en Floride où, à dix ans, elle suit un entraînement très intensif auprès de Jimmy Evert, le père de Chris. Elle acquiert rapidement les bases d'un jeu de fond de court d'une grande puissance, égale en coup droit comme en revers, et d'une défense particulièrement efficace.
À treize ans et deux mois, en 1989, elle gagne Roland-Garros junior, puis l'US Open à la fois en simple et double filles.

### Première carrière
Après un premier match senior disputé en 1989 à l'occasion de la Wightman Cup, elle devient professionnelle le 5 mars 1990, trois semaines avant son quatorzième anniversaire. Dès sa première participation à un tournoi WTA et après avoir mystifié quatre têtes de série, elle accède à la finale de l'Open de Boca Raton où elle est dominée par Sabatini : ce record demeure inégalé. Immédiatement, le public américain fait de « Jenny » sa coqueluche.
Au printemps 1990, déjà classée 24e mondiale, elle devient à quatorze ans la plus jeune joueuse à atteindre les demi-finales à Roland-Garros. Victorieuse en juillet de la Coupe de la Fédération avec l'équipe américaine, elle gagne en octobre son premier titre à Porto Rico contre Zina Garrison et conclut la saison au 8e rang mondial.
En 1991, elle atteint successivement les demi-finales à Wimbledon (en éliminant la championne en titre Martina Navrátilová en quarts) puis à l'US Open (sortie par la numéro un Monica Seles, au terme d'une rencontre d'anthologie).
En 1992, elle accède trois fois aux quarts de finale dans des tournois du Grand Chelem et gagne la médaille d'or aux Jeux olympiques de Barcelone en s'offrant la favorite Steffi Graf en finale.
Pourtant, de plus en plus pressurée par les médias, Capriati ne parvient pas à concrétiser les immenses espoirs si tôt placés en elle. En 1993, elle essuie plusieurs contre-performances, notamment une élimination au premier tour de l'US Open. Elle décide alors, pour un temps, de reprendre ses études. Arrêtée pour vol à l'étalage en décembre puis pour possession de marijuana en mai 1994, elle ne revient à la compétition qu'en février 1996.

### Seconde carrière
Peinant à se maintenir dans le club des cinquante meilleures mondiales, le retour de Jennifer Capriati est difficile, jusqu'à son succès aux Internationaux de Strasbourg en mai 1999.

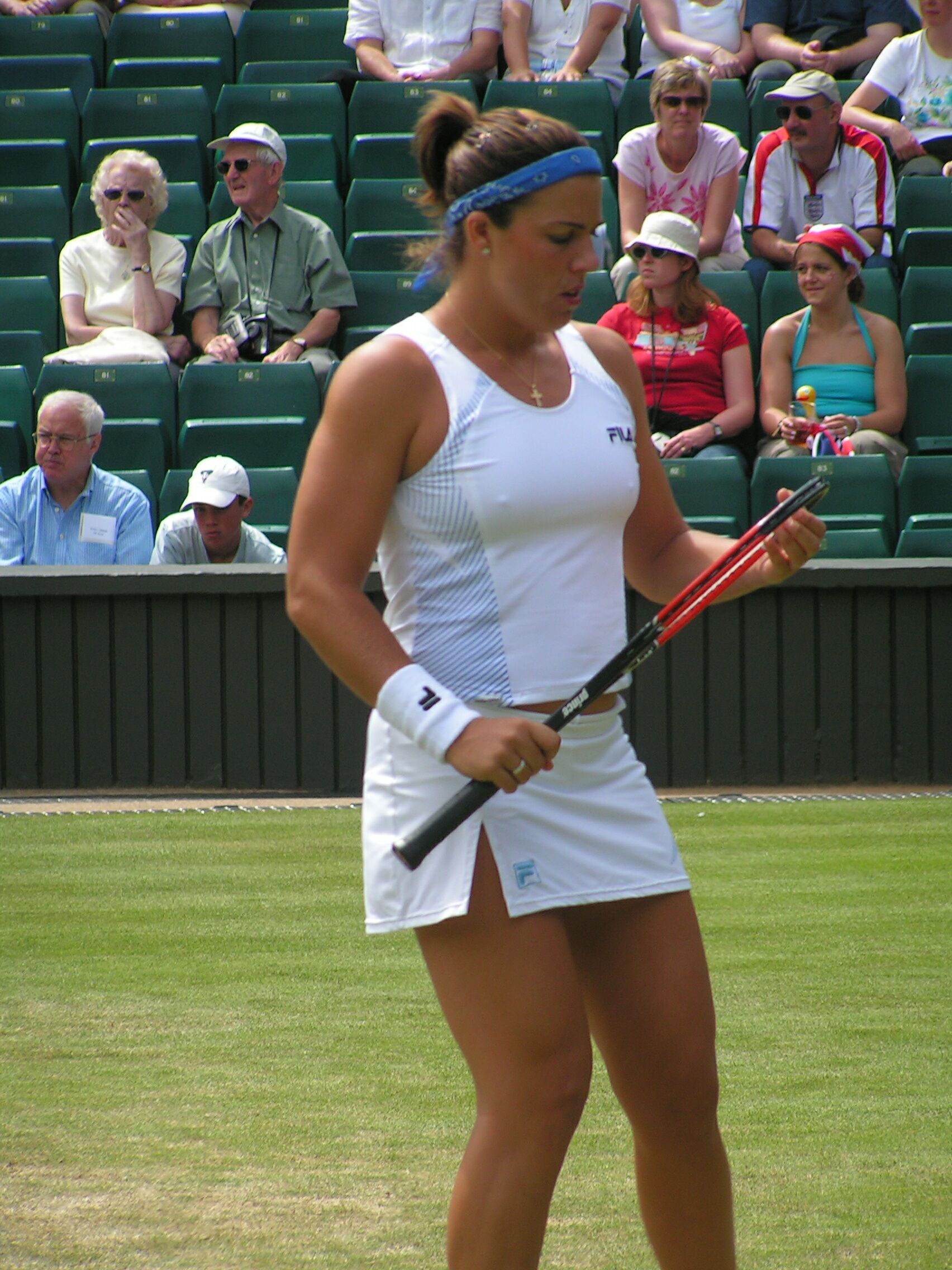
Jennifer Capriati à Wimbledon en 2004

Si 2000 marque son retour au premier plan (demi-finale à l'Open d'Australie, un titre à Luxembourg, succès en Fed Cup au sein de l'équipe américaine, 14e mondiale en fin de saison), c'est en 2001 qu'elle connaît son année de grâce en remportant l'Open d'Australie puis Roland-Garros (12-10 au troisième set contre Kim Clijsters). Le 15 octobre, elle succède brièvement à Martina Hingis sur le trône de numéro un mondiale. De nouveau, elle s'adjuge l'Open d'Australie en 2002, son troisième et dernier titre en Grand Chelem, non sans effacer quatre balles de match en finale face à Hingis.
En 2003, un peu en deçà, sa plus notable performance reste une demi-finale à l'US Open qu'elle perd contre Justine Henin-Hardenne, alors qu'elle est passée à onze reprises à deux points de la victoire.
Blessée à l'épaule, Jennifer Capriati joue son dernier match à Philadelphie en novembre 2004.
En 2005, les journalistes américains de Tennis Magazine l'ont élue au 36e rang des "quarante plus grands champions de tennis de ces quarante dernières années" (hommes et femmes confondus), derrière Stan Smith (35e) et devant Gustavo Kuerten (37e).
Jennifer Capriati, de même que Monica Seles, a édicté les standards du tennis féminin d'aujourd'hui, coercitif et basé avant tout sur la force physique. Elle compte quatorze titres WTA à son palmarès, dont un en double dames, et deux victoires en Fed Cup avec l'équipe américaine (1990 et 2000).
Malgré son envie de retourner sur les courts, prévu en 2008, elle renoncera à tous les tournois auxquels elle s'était inscrite. Elle annoncera lors de plusieurs interviews que le retour à la compétition lui manquait et qu'elle ne reviendrait probablement jamais, car son niveau ne lui permettrait pas d'être dans le top 10.
Le 27 juin 2010, elle est retrouvée inanimée dans une chambre d'hôtel de Rivera Beach (Floride), en raison d'une apparente surdose de médicaments. Elle est immédiatement hospitalisée.

## Palmarès

### Titres en simple dames
| No | Date       | Nom et lieu du tournoi                   | Catégorie     | Dotation    | Surface         | Finaliste         | Score           |          |
| -- | ---------- | ---------------------------------------- | ------------- | ----------- | --------------- | ----------------- | --------------- | -------- |
| 1  | 22-10-1990 | Puerto Rico Open, Dorado                 | Tier IV       | 150 000 $   | Dur (ext.)      | Zina Garrison     | 5-7, 6-4, 6-2   | Parcours |
| 2  | 29-07-1991 | Mazda Tennis Classic, San Diego          | Tier III      | 225 000 $   | Dur (ext.)      | Monica Seles      | 4-6, 6-1, 7-6   | Parcours |
| 3  | 05-08-1991 | Canadian Open, Toronto                   | Tier I        | 500 000 $   | Dur (ext.)      | Katerina Maleeva  | 6-2, 6-3        | Parcours |
| 4  | 28-07-1992 | Jeux olympiques, Barcelone               | J. olympiques | NC          | Terre (ext.)    | Steffi Graf       | 3-6, 6-3, 6-4   | Parcours |
| 5  | 24-08-1992 | Mazda Classic, San Diego                 | Tier III      | 225 000 $   | Dur (ext.)      | Conchita Martínez | 6-3, 6-2        | Parcours |
| 6  | 11-01-1993 | Peters NSW Open, Sydney                  | Tier II       | 275 000 $   | Dur (ext.)      | Anke Huber        | 6-1, 6-4        | Parcours |
| 7  | 17-05-1999 | Internationaux de Strasbourg, Strasbourg | Tier III      | 190 000 $   | Terre (ext.)    | Elena Likhovtseva | 6-1, 6-3        | Parcours |
| 8  | 01-11-1999 | Challenge Bell, Québec                   | Tier III      | 180 000 $   | Moquette (int.) | Chanda Rubin      | 4-6, 6-1, 6-2   | Parcours |
| 9  | 25-09-2000 | SEAT Open, Luxembourg                    | Tier III      | 170 000 $   | Moquette (int.) | Magdalena Maleeva | 4-6, 6-1, 6-4   | Parcours |
| 10 | 15-01-2001 | Australian Open, Melbourne               | G. Chelem     | 3 569 290 $ | Dur (ext.)      | Martina Hingis    | 6-4, 6-3        | Parcours |
| 11 | 16-04-2001 | Family Circle Cup XXIX, Charleston       | Tier I        | 1 188 000 $ | Terre (ext.)    | Martina Hingis    | 6-0, 4-6, 6-4   | Parcours |
| 12 | 28-05-2001 | Roland-Garros, Paris                     | G. Chelem     | 3 745 147 $ | Terre (ext.)    | Kim Clijsters     | 1-6, 6-4, 12-10 | Parcours |
| 13 | 14-01-2002 | Australian Open, Melbourne               | G. Chelem     | 3 942 915 $ | Dur (ext.)      | Martina Hingis    | 4-6, 7-67, 6-2  | Parcours |
| 14 | 18-08-2003 | Pilot Pen Tennis, New Haven              | Tier II       | 625 000 $   | Dur (ext.)      | Lindsay Davenport | 6-2, 4-0 ab.    | Parcours |

### Finales en simple dames
| No | Date       | Nom et lieu du tournoi                       | Catégorie | Dotation    | Surface         | Vainqueure          | Score          |          |
| -- | ---------- | -------------------------------------------- | --------- | ----------- | --------------- | ------------------- | -------------- | -------- |
| 1  | 05-03-1990 | Virginia Slims of Florida, Boca Raton        | Tier II   | 350 000 $   | Dur (ext.)      | Gabriela Sabatini   | 6-4, 7-5       | Parcours |
| 2  | 02-04-1990 | Family Circle Cup, Hilton Head               | Tier I    | 500 000 $   | Terre (ext.)    | Martina Navrátilová | 6-2, 6-4       | Parcours |
| 3  | 11-11-1991 | Virginia Slims of Philadelphia, Philadelphie | Tier II   | 350 000 $   | Moquette (int.) | Monica Seles        | 7-5, 6-1       | Parcours |
| 4  | 16-08-1993 | Canadian Open, Toronto                       | Tier I    | 750 000 $   | Dur (ext.)      | Steffi Graf         | 6-1, 0-6, 6-3  | Parcours |
| 5  | 28-10-1996 | Ameritech Cup, Chicago                       | Tier II   | 450 000 $   | Moquette (int.) | Jana Novotná        | 6-4, 3-6, 6-1  | Parcours |
| 6  | 06-01-1997 | Sydney International, Sydney                 | Tier II   | 342 500 $   | Dur (ext.)      | Martina Hingis      | 6-1, 5-7, 6-1  | Parcours |
| 7  | 30-10-2000 | Challenge Bell, Québec                       | Tier III  | 170 000 $   | Moquette (int.) | Chanda Rubin        | 6-4, 6-2       | Parcours |
| 8  | 19-02-2001 | U.S. Indoors, Oklahoma City                  | Tier III  | 170 000 $   | Dur (int.)      | Monica Seles        | 6-3, 5-7, 6-2  | Parcours |
| 9  | 21-03-2001 | Ericsson Open, Miami                         | Tier I    | 2 720 000 $ | Dur (ext.)      | Venus Williams      | 4-6, 6-1, 7-64 | Parcours |
| 10 | 07-05-2001 | German Open, Berlin                          | Tier I    | 1 185 000 $ | Terre (ext.)    | Amélie Mauresmo     | 6-4, 2-6, 6-3  | Parcours |
| 11 | 13-08-2001 | Coupe Rogers, Toronto                        | Tier I    | 1 200 000 $ | Dur (ext.)      | Serena Williams     | 6-1, 6-77, 6-3 | Parcours |
| 12 | 25-02-2002 | State Farm Classic, Scottsdale               | Tier II   | 585 000 $   | Dur (ext.)      | Serena Williams     | 6-2, 4-6, 6-4  | Parcours |
| 13 | 18-03-2002 | NASDAQ-100 Open, Miami                       | Tier I    | 2 860 000 $ | Dur (ext.)      | Serena Williams     | 7-5, 7-64      | Parcours |
| 14 | 12-08-2002 | Coupe Rogers, Montréal                       | Tier I    | 1 224 000 $ | Dur (ext.)      | Amélie Mauresmo     | 6-4, 6-1       | Parcours |
| 15 | 19-03-2003 | NASDAQ-100 Open, Miami                       | Tier I    | 2 960 000 $ | Dur (ext.)      | Serena Williams     | 4-6, 6-4, 6-1  | Parcours |
| 16 | 21-07-2003 | Bank of the West Classic, Stanford           | Tier II   | 635 000 $   | Dur (ext.)      | Kim Clijsters       | 4-6, 6-4, 6-2  | Parcours |
| 17 | 10-05-2004 | Italia Masters, Rome                         | Tier I    | 1 300 000 $ | Terre (ext.)    | Amélie Mauresmo     | 3-6, 6-3, 7-66 | Parcours |

### Titre en double dames
| No | Date       | Nom et lieu du tournoi | Catégorie | Dotation  | Surface      | Partenaire   | Finalistes                 | Score    |          |
| -- | ---------- | ---------------------- | --------- | --------- | ------------ | ------------ | -------------------------- | -------- | -------- |
| 1  | 06-05-1991 | Italian Open Rome      | Tier I    | 500 000 $ | Terre (ext.) | Monica Seles | Nicole Provis Elna Reinach | 7-5, 6-2 | Parcours |

### Finale en double dames
| No | Date       | Nom et lieu du tournoi         | Catégorie | Dotation  | Surface      | Vainqueures                    | Partenaire  | Score    |          |
| -- | ---------- | ------------------------------ | --------- | --------- | ------------ | ------------------------------ | ----------- | -------- | -------- |
| 1  | 16-06-2003 | Int’l Championships Eastbourne | Tier II   | 585 000 $ | Gazon (ext.) | Lindsay Davenport Lisa Raymond | Magüi Serna | 6-3, 6-2 | Parcours |

## Parcours en Grand Chelem

### Victoires (3)
| Année | Tournoi              | Adversaire en finale | Score           |
| 2001  | Open d'Australie     | Martina Hingis       | 6-4, 6-3        |
| 2001  | Roland-Garros        | Kim Clijsters        | 1-6, 6-4, 12-10 |
| 2002  | Open d'Australie (2) | Martina Hingis       | 4-6, 7-67, 6-2  |

### En simple dames
| Année | Open d'Australie                                                    | Open d'Australie                                                | Internationaux de France                                     | Internationaux de France                                       | Wimbledon                                                    | Wimbledon                                                         | US Open                                                      | US Open |
| ----- | ------------------------------------------------------------------- | --------------------------------------------------------------- | ------------------------------------------------------------ | -------------------------------------------------------------- | ------------------------------------------------------------ | ----------------------------------------------------------------- | ------------------------------------------------------------ | ------- |
| 1990  | -                                                                   | -                                                               | 1/2 finale \|\| style="text-align:left" \| Monica Seles      | 1/8 de finale                                                  | Steffi Graf                                                  | 1/8 de finale                                                     | Steffi Graf                                                  |         |
| 1991  | -                                                                   | -                                                               | 1/8 de finale                                                | Conchita Martínez                                              | 1/2 finale \|\| style="text-align:left" \| Gabriela Sabatini | 1/2 finale \|\| style="text-align:left" \| Monica Seles           |                                                              |         |
| 1992  | 1/4 de finale                                                       | Gabriela Sabatini                                               | 1/4 de finale                                                | Monica Seles                                                   | 1/4 de finale                                                | Gabriela Sabatini                                                 | 3e tour (1/16) \|\| style="text-align:left" \| Patricia Hy   |         |
| 1993  | 1/4 de finale                                                       | Steffi Graf                                                     | 1/4 de finale                                                | Steffi Graf                                                    | 1/4 de finale                                                | Steffi Graf                                                       | 1er tour (1/64) \|\| style="text-align:left" \| Leila Meskhi |         |
| 1994  | -                                                                   | -                                                               | -                                                            | -                                                              | -                                                            | -                                                                 | -                                                            | -       |
| 1995  | -                                                                   | -                                                               | -                                                            | -                                                              | -                                                            | -                                                                 | -                                                            | -       |
| 1996  | -                                                                   | -                                                               | 1er tour (1/64) \|\| style="text-align:left" \| Yi Jingqian  | -                                                              | -                                                            | 1er tour (1/64) \|\| style="text-align:left" \| Annabel Ellwood   |                                                              |         |
| 1997  | 1er tour (1/64) \|\| style="text-align:left" \| Jolene Watanabe     | -                                                               | -                                                            | -                                                              | -                                                            | 1er tour (1/64) \|\| style="text-align:left" \| Conchita Martínez |                                                              |         |
| 1998  | -                                                                   | -                                                               | -                                                            | -                                                              | 2e tour (1/32) \|\| style="text-align:left" \| Lori McNeil   | 1er tour (1/64) \|\| style="text-align:left" \| Jana Novotná      |                                                              |         |
| 1999  | 2e tour (1/32) \|\| style="text-align:left" \| M. A. Sánchez        | 1/8 de finale                                                   | Lindsay Davenport                                            | 2e tour (1/32) \|\| style="text-align:left" \| Seda Noorlander | 1/8 de finale                                                | Monica Seles                                                      |                                                              |         |
| 2000  | 1/2 finale \|\| style="text-align:left" \| Lindsay Davenport        | 1er tour (1/64) \|\| style="text-align:left" \| Fabiola Zuluaga | 1/8 de finale                                                | Lindsay Davenport                                              | 1/8 de finale                                                | Monica Seles                                                      |                                                              |         |
| 2001  | Victoire                                                            | Martina Hingis                                                  | Victoire                                                     | Kim Clijsters                                                  | 1/2 finale \|\| style="text-align:left" \| Justine Henin     | 1/2 finale \|\| style="text-align:left" \| Venus Williams         |                                                              |         |
| 2002  | Victoire                                                            | Martina Hingis                                                  | 1/2 finale \|\| style="text-align:left" \| Serena Williams   | 1/4 de finale                                                  | Amélie Mauresmo                                              | 1/4 de finale                                                     | Amélie Mauresmo                                              |         |
| 2003  | 1er tour (1/64) \|\| style="text-align:left" \| Marlene Weingärtner | 1/8 de finale                                                   | Nadia Petrova                                                | 1/4 de finale                                                  | Serena Williams                                              | 1/2 finale \|\| style="text-align:left" \| Justine Henin          |                                                              |         |
| 2004  | -                                                                   | -                                                               | 1/2 finale \|\| style="text-align:left" \| Anastasia Myskina | 1/4 de finale                                                  | Serena Williams                                              | 1/2 finale \|\| style="text-align:left" \| Elena Dementieva       |                                                              |         |

À droite du résultat, l’ultime adversaire.

### En double dames
| Année | Open d'Australie            | Open d'Australie        | Internationaux de France      | Internationaux de France   | Wimbledon                    | Wimbledon                 | US Open                       | US Open                    |
| ----- | --------------------------- | ----------------------- | ----------------------------- | -------------------------- | ---------------------------- | ------------------------- | ----------------------------- | -------------------------- |
| 1990  | -                           | -                       | 1er tour (1/32) Zina Garrison | Nicole Provis Elna Reinach | 2e tour (1/16) M. McGrath    | Katrina Adams Lori McNeil | 1er tour (1/32) M. McGrath    | G. Fernández Navrátilová   |
| 1991  | -                           | -                       | -                             | -                          | 3e tour (1/8) Mercedes Paz   | A. Sánchez Helena Suková  | -                             | -                          |
| 1997  | 2e tour (1/16) Iva Majoli   | G. Fernández A. Sánchez | -                             | -                          | -                            | -                         | -                             | -                          |
| 1998  | -                           | -                       | -                             | -                          | -                            | -                         | 1er tour (1/32) A. Stevenson  | Virag Csurgo Kim Eun-ha    |
| 1999  | -                           | -                       | -                             | -                          | -                            | -                         | 1er tour (1/32) Mirjana Lučić | C. Cristea R. Dragomir     |
| 2000  | 3e tour (1/8) Jelena Dokić  | Els Callens D. Monami   | 3e tour (1/8) Jelena Dokić    | M. Hingis Mary Pierce      | 3e tour (1/8) Jelena Dokić   | Julie Halard Ai Sugiyama  | 2e tour (1/16) A. Kournikova  | Navrátilová A. Sánchez     |
| 2001  | 2e tour (1/16) Jelena Dokić | M. Hingis Monica Seles  | 3e tour (1/8) Ai Sugiyama     | Kimberly Po N. Tauziat     | -                            | -                         | 1/4 de finale M. Hingis       | Lisa Raymond Rennae Stubbs |
| 2002  | -                           | -                       | -                             | -                          | 2e tour (1/16) D. Hantuchová | C. Martínez Mary Pierce   | -                             | -                          |

Sous le résultat, la partenaire ; à droite, l’ultime équipe adverse.

### En double mixte
| Année | Open d'Australie       | Open d'Australie           | Internationaux de France    | Internationaux de France | Wimbledon                   | Wimbledon                  | US Open                     | US Open               |
| ----- | ---------------------- | -------------------------- | --------------------------- | ------------------------ | --------------------------- | -------------------------- | --------------------------- | --------------------- |
| 1992  | -                      | -                          | -                           | -                        | 1/4 de finale Luke Jensen   | Lori McNeil Bryan Shelton  | -                           | -                     |
| 1997  | 2e tour (1/8) Pat Cash | N. Medvedeva Jacco Eltingh | -                           | -                        | -                           | -                          | -                           | -                     |
| 2000  | -                      | -                          | -                           | -                        | 2e tour (1/16) X. Malisse   | Anke Huber Joshua Eagle    | -                           | -                     |
| 2001  | -                      | -                          | -                           | -                        | 1er tour (1/32) S. Capriati | Nicole Arendt Mark Knowles | 1er tour (1/16) S. Capriati | V. Ruano Lucas Arnold |
| 2002  | -                      | -                          | 1er tour (1/16) S. Capriati | A. Fusai Julien Varlet   | -                           | -                          | -                           | -                     |
| 2004  | -                      | -                          | -                           | -                        | 2e tour (1/16) S. Humphries | Ai Sugiyama Paul Hanley    | -                           | -                     |

Sous le résultat, le partenaire ; à droite, l’ultime équipe adverse.

## Parcours aux Masters

### En simple dames
| # | Date       | Nom de l'édition                          | ($)       | Surface         | Résultat       | Ultime adversaire | Score         |          |
| - | ---------- | ----------------------------------------- | --------- | --------------- | -------------- | ----------------- | ------------- | -------- |
| 1 | 12/11/1990 | Virginia Slims Championships New York     | 3 000 000 | Moquette (int.) | 1er tour (1/8) | Steffi Graf       | 6-3, 5-7, 6-3 | Parcours |
| 2 | 18/11/1991 | Virginia Slims Championships New York     | 3 000 000 | Moquette (int.) | 1/4 de finale  | Gabriela Sabatini | 6-1, 6-4      | Parcours |
| 3 | 16/11/1992 | Virginia Slims Championships New York     | 3 000 000 | Moquette (int.) | 1/4 de finale  | Gabriela Sabatini | 6-1, 3-6, 6-4 | Parcours |
| 4 | 13/11/2000 | Chase Championships New York              | 2 000 000 | Moquette (int.) | 1er tour (1/8) | Anna Kournikova   | 6-4, 6-4      | Parcours |
| 5 | 29/10/2001 | Sanex Championships Munich                | 3 000 000 | Dur (int.)      | 1/4 de finale  | Sandrine Testud   | 6-3, 4-6, 6-3 | Parcours |
| 6 | 04/11/2002 | Home Depot Championships Los Angeles      | 3 000 000 | Dur (int.)      | 1/2 finale     | Serena Williams   | 2-6, 6-4, 6-4 | Parcours |
| 7 | 03/11/2003 | Tour Championships by Porsche Los Angeles | 3 000 000 | Dur (int.)      | 1/2 finale     | Kim Clijsters     | 4-6, 6-3, 6-0 | Parcours |

## Parcours aux Jeux olympiques

### En simple dames
| # | Date       | Nom de l'olympiade      | Surface      | Résultat | Ultime adversaire | Score         |          |
| - | ---------- | ----------------------- | ------------ | -------- | ----------------- | ------------- | -------- |
| 1 | 28/07/1992 | Olympic Games Barcelone | Terre (ext.) | Or       | Steffi Graf       | 3-6, 6-3, 6-4 | Parcours |

## Parcours en Coupe de la Fédération
| #                                                                            | Date       | Lieu           | Surface         | Gagnante(s)                    | Perdante(s)                    | Score          |          |
|                                                                              |            |                |                 |                                |                                |                |          |
| 1990 - 1er tour (groupe mondial) - États-Unis - Pologne - 3 : 0              |            |                |                 |                                |                                |                |          |
| 1                                                                            | 23/07/1990 | Atlanta        | Dur (ext.)      | Jennifer Capriati              | Magdalena Feistel              | 6-3, 6-1       | Parcours |
|                                                                              |            |                |                 |                                |                                |                |          |
| 1990 - 2e tour (groupe mondial) - États-Unis - Belgique - 3 : 0              |            |                |                 |                                |                                |                |          |
| 2                                                                            | 23/07/1990 | Atlanta        | Dur (ext.)      | Jennifer Capriati              | Sandra Wasserman               | 6-0, 7-611     | Parcours |
|                                                                              |            |                |                 |                                |                                |                |          |
| 1990 - 1/4 de finale (groupe mondial) - États-Unis - Tchécoslovaquie - 2 : 1 |            |                |                 |                                |                                |                |          |
| 3                                                                            | 23/07/1990 | Atlanta        | Dur (ext.)      | Jennifer Capriati              | Regina Kordová                 | 6-2, 7-64      | Parcours |
|                                                                              |            |                |                 |                                |                                |                |          |
| 1990 - 1/2 finale (groupe mondial) - États-Unis - Autriche - 3 : 0           |            |                |                 |                                |                                |                |          |
| 4                                                                            | 23/07/1990 | Atlanta        | Dur (ext.)      | Jennifer Capriati              | Barbara Paulus                 | 6-3, 6-4       | Parcours |
|                                                                              |            |                |                 |                                |                                |                |          |
| 1990 - Finale (groupe mondial) - États-Unis - URSS - 2 : 1                   |            |                |                 |                                |                                |                |          |
| 5                                                                            | 21/07/1990 | Atlanta        | Dur (ext.)      | Jennifer Capriati              | Leila Meskhi                   | 7-63, 6-2      | Parcours |
|                                                                              |            |                |                 |                                |                                |                |          |
| 1991 - 1er tour (groupe mondial) - Pays-Bas - États-Unis - 0 : 2             |            |                |                 |                                |                                |                |          |
| 6                                                                            | 23/07/1991 | Nottingham     |                 | Jennifer Capriati              | Manon Bollegraf                | 6-2, 6-3       | Parcours |
|                                                                              |            |                |                 |                                |                                |                |          |
| 1991 - 2e tour (groupe mondial) - Bulgarie - États-Unis - 0 : 3              |            |                |                 |                                |                                |                |          |
| 7                                                                            | 24/07/1991 | Nottingham     |                 | Jennifer Capriati              | Magdalena Maleeva              | 7-5, 6-2       | Parcours |
|                                                                              |            |                |                 |                                |                                |                |          |
| 1991 - 1/4 de finale (groupe mondial) - Autriche - États-Unis - 1 : 2        |            |                |                 |                                |                                |                |          |
| 8                                                                            | 25/07/1991 | Nottingham     |                 | Judith Wiesner                 | Jennifer Capriati              | 6-2, 0-6, 8-6  | Parcours |
|                                                                              |            |                |                 |                                |                                |                |          |
| 1991 - 1/2 finale (groupe mondial) - Tchécoslovaquie - États-Unis - 0 : 3    |            |                |                 |                                |                                |                |          |
| 9                                                                            | 27/07/1991 | Nottingham     |                 | Jennifer Capriati              | Radka Zrubáková                | 6-3, 6-1       | Parcours |
|                                                                              |            |                |                 |                                |                                |                |          |
| 1991 - Finale (groupe mondial) - Espagne - États-Unis - 2 : 1                |            |                |                 |                                |                                |                |          |
| 10                                                                           | 18/07/1991 | Nottingham     |                 | Jennifer Capriati              | Conchita Martínez              | 4-6, 7-63, 6-1 | Parcours |
|                                                                              |            |                |                 |                                |                                |                |          |
| 1996 - 1/4 de finale (groupe mondial) - Autriche - États-Unis - 2 : 3        |            |                |                 |                                |                                |                |          |
| 11                                                                           | 27/04/1996 | Salzbourg      | Terre (ext.)    | Barbara Paulus                 | Jennifer Capriati              | 6-2, 6-4       | Parcours |
| 11                                                                           | 27/04/1996 | Salzbourg      | Terre (ext.)    | Judith Wiesner                 | Jennifer Capriati              | 6-1, 6-1       | Parcours |
|                                                                              |            |                |                 |                                |                                |                |          |
| 2000 - 1/2 finale (groupe mondial) - États-Unis - Belgique - 2 : 1           |            |                |                 |                                |                                |                |          |
| 12                                                                           | 22/11/2000 | Las Vegas      | Moquette (int.) | Els Callens Dominique Monami   | Jennifer Capriati Lisa Raymond | 6-3, 7-5       | Parcours |
|                                                                              |            |                |                 |                                |                                |                |          |
| 2000 - Finale (groupe mondial) - États-Unis - Espagne - 5 : 0                |            |                |                 |                                |                                |                |          |
| 13                                                                           | 24/11/2000 | Las Vegas      | Moquette (int.) | Jennifer Capriati              | Arantxa Sánchez                | 6-1, 1-0, ab.  | Parcours |
| 13                                                                           | 24/11/2000 | Las Vegas      | Moquette (int.) | Jennifer Capriati Lisa Raymond | Virginia Ruano Magüi Serna     | 4-6, 6-4, 6-2  | Parcours |
|                                                                              |            |                |                 |                                |                                |                |          |
| 2002 - 1er tour (groupe mondial) - États-Unis - Autriche - 2 : 3             |            |                |                 |                                |                                |                |          |
| 14                                                                           | 27/04/2002 | Charlotte (NC) | Terre (ext.)    | Evelyn Fauth                   | Jennifer Capriati              | Forfait        | Parcours |

## Classements WTA en fin de saison

### En simple
| Année | 1990 | 1991 | 1992 | 1993 | 1996 | 1997 | 1998 | 1999 | 2000 | 2001 | 2002 | 2003 | 2004 |
| Rang  | 8    | 6    | 7    | 9    | 36   | 66   | 101  | 23   | 14   | 2    | 3    | 6    | 10   |

Source : (en) « Classements de Jennifer Capriati », sur le site officiel du WTA Tour

### En double
| Année | 1990 | 1991 | 1992 | 1993 | 1996 | 1997 | 1998 | 1999 | 2000 | 2001 | 2002 |
| Rang  | 122  | 33   | 156  | 263  | -    | -    | 854  | 199  | 58   | 68   | 166  |

Source : (en) « Classements de Jennifer Capriati », sur le site officiel du WTA Tour

## Périodes au rang de numéro un mondiale
| # | Précédée par      | Dates                   | Suivie par        | Nombre de semaines | Cumul |
| - | ----------------- | ----------------------- | ----------------- | ------------------ | ----- |
| 1 | Martina Hingis    | 15/10/2001 - 04/11/2001 | Lindsay Davenport | 3                  | 3     |
| 2 | Lindsay Davenport | 14/01/2002 - 24/02/2002 | Venus Williams    | 6                  | 9     |
| 3 | Venus Williams    | 18/03/2002 - 21/04/2002 | Venus Williams    | 5                  | 14    |
| 4 | Venus Williams    | 20/05/2002 - 09/06/2002 | Venus Williams    | 3                  | 17    |